# Palline di zucchero
Le palline di zucchero, anche conosciute come zuccherini colorati, confettini multicolore diavolini,  e con l'anglicismo sprinkles, sono un ingrediente per dolci composto da piccolissime sfere a base di zucchero e amido.

## Storia
Sebbene la loro origine sia incerta, si presume che le palline di zucchero, originariamente color bianco opaco, fossero nate come variante più piccola delle pastiglie di zucchero un tempo utilizzate per scopi farmaceutici.
Si presume che, negli USA, siano apparsi i cosiddetti nonpareils (palline di zucchero) colorati  all'inizio del diciannovesimo secolo. La nota scrittrice gastronomica Eliza Leslie cita dei nonpareils rossi e verdi utilizzati per decorare una queen cake. In un suo libro del 1828 (Seventy-five Recepts for Pastries, Cakes and Sweetmeats), la stessa autrice consiglia di usare dei nonpareils bianchi da mettere sulla glassa rosa di una torta quattro quarti.
Eleanor Parkinson, che apparteneva a una nota famiglia di pasticceri professionisti di Filadelfia pubblicò, nel 1844, la prima edizione del suo libro The Complete Confectioner, in cui descriveva come preparare delle palline di zucchero. La sua procedura, simile a quella che viene usata per preparare i confetti, consisteva nell'uso di varie pentole riscaldate e sciroppo anch'esso caldo.
La città di Görlitz è la "patria" delle palline di zucchero in Germania, ove sono conosciute con il nome liebesperlen. Esse furono inventate dal pasticcere Rudolf Hoinkis (1876–1944) e il loro nome, traducibile in "perle d'amore", deriva da una conversazione che Hoinkis fece con la moglie, proclamando che l'amava come le "perle" di sua creazione. Incerto su quale nome dare alla sua ricetta, sua moglie gli consigliò di chiamarle "perle d'amore". La fabbrica ove produsse per la prima volta il suo ingrediente dolciario fu fondata nel 1896, e viene oggi gestita dal suo pronipote Mathias.

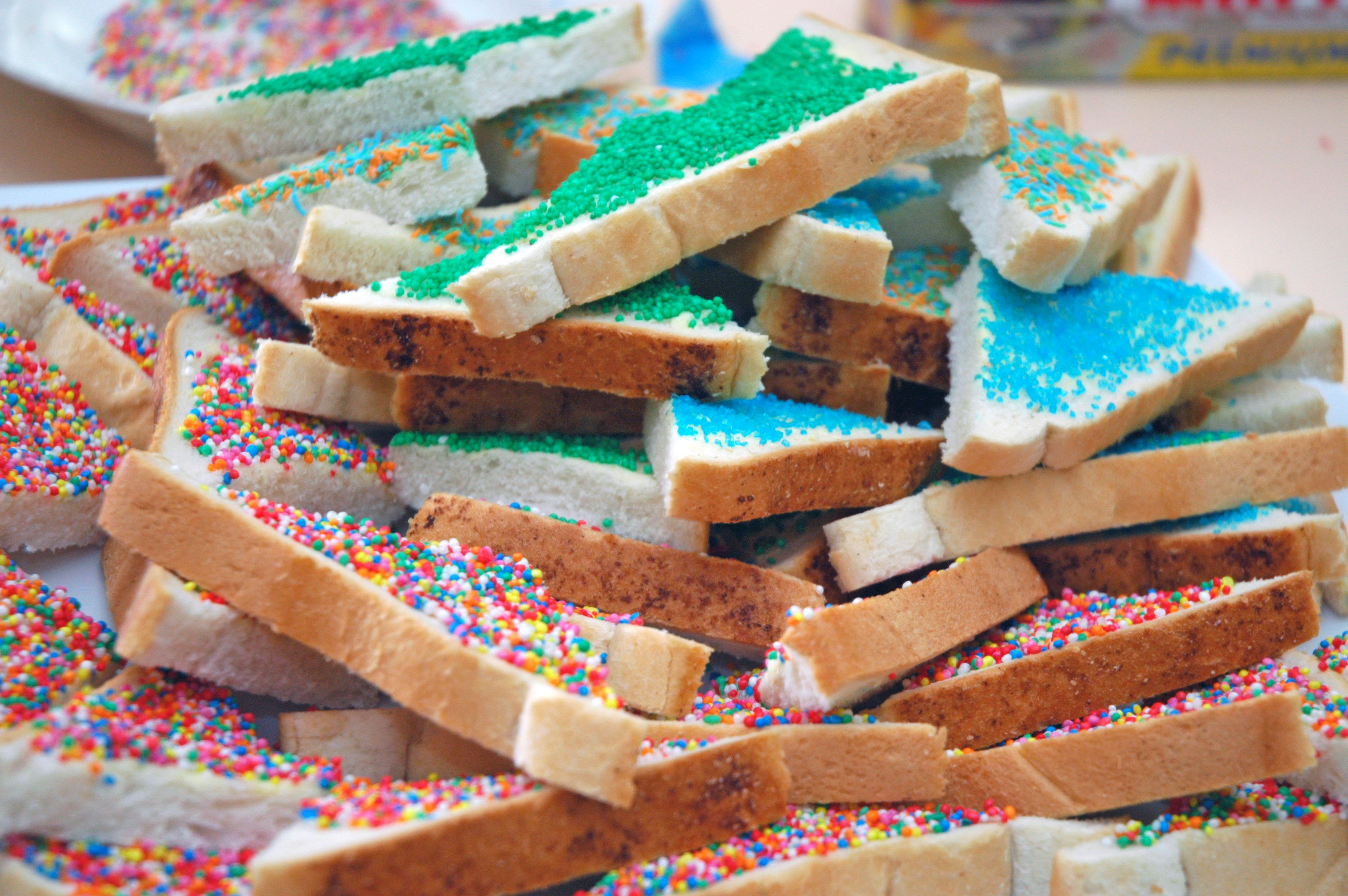
Fette di fairy bread

Durante la metà del ventesimo secolo, negli Stati Uniti, le palline di zucchero furono in parte rimpiazzate dai cosiddetti sprinkles o jimmies (conosciute in Italia come codette di zucchero), di forma oblunga e più morbidi. Esattamente come i nonpareils, gli sprinkles hanno una funzione pressoché decorativa, un sapore indistinto e vengono usati per guarnire alimenti molto zuccherati.
Nei Paesi Bassi vengono prodotti i muisjes: semi di anice ricoperti di zucchero da non confondere con le palline di zucchero che vengono serviti a colazione con pane e burro. I muisjes vengono anche serviti su una fetta biscottata per celebrare la nascita di un bambino. In tale circostanza prendono il nome di beschuit met muisjes.
Nel Regno Unito, in Australia e in Nuova Zelanda, le palline di zucchero prendono il nome di hundreds-and-thousands ("centinaia e migliaia"). In Australia e Nuova Zelanda, vengono spesso consumati sui cupcake o su fette di pane imburrato che prendono il nome di fairy bread ("pane fatato") che sono spesso consumate alle feste di compleanno dei bambini.